# Shih Ming-teh

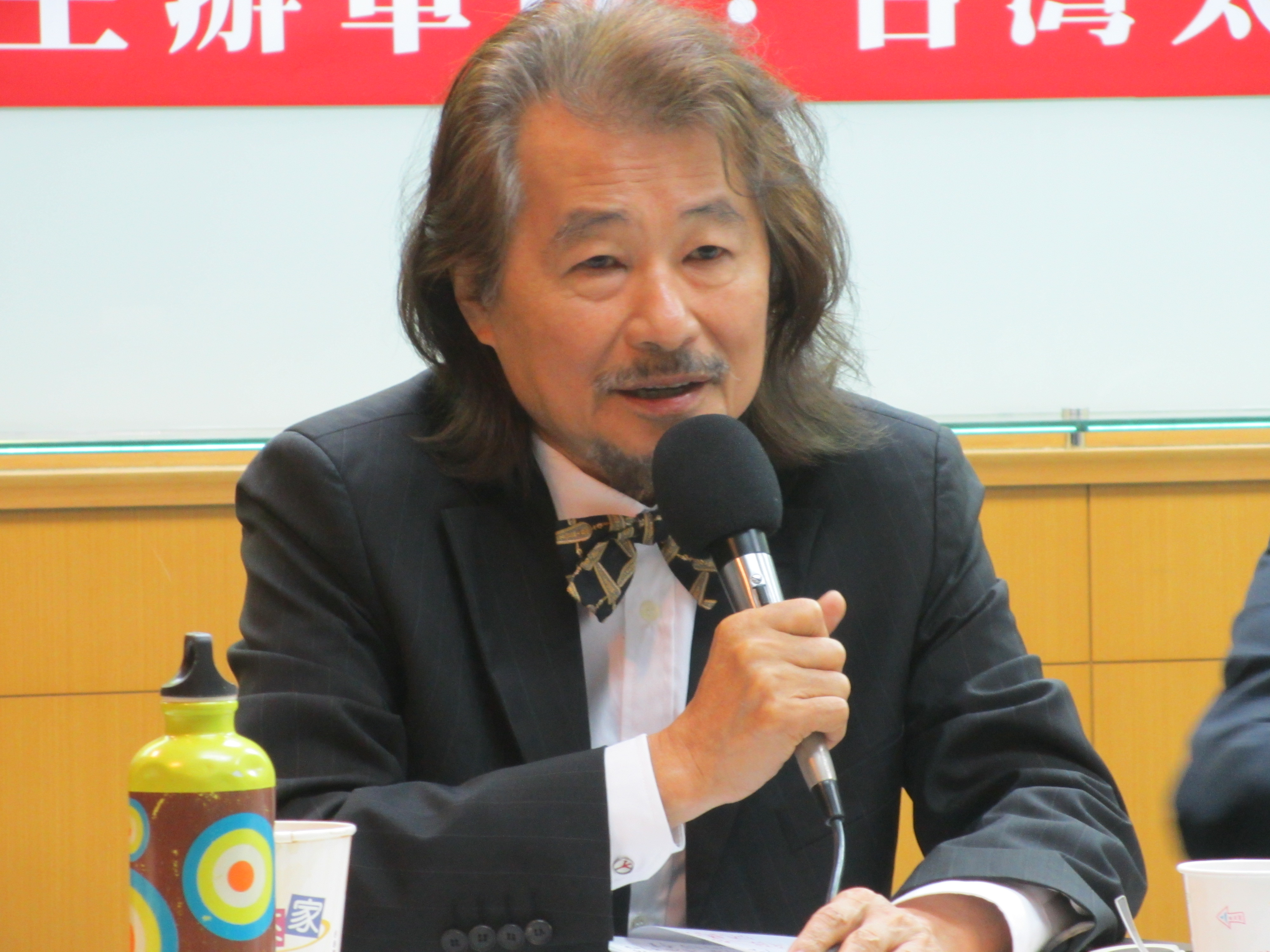
Shih Ming-teh, Dezember 2014.

Shih Ming-teh (chinesisch 施明德, Pinyin Shī Míngdé, taiwanisch: Sì Bêng-tek, genannt Nori; * 15. Januar 1941 in Kaohsiung, Taiwan; † 15. Januar 2024 in Taipeh, Taiwan) war ein taiwanischer Politiker und Bürgerrechtler und gehörte zu den prominentesten politischen Persönlichkeiten Taiwans. Zur Zeit der Kuomintang-Diktatur war er als Dissident mit Unterbrechungen insgesamt über 25 Jahre im Gefängnis. Im Jahr 2006 erregte er großes Aufsehen, als er einen monatelangen Massenprotest gegen seinen ehemaligen Weggefährten, den der Korruption beschuldigten Präsidenten Chen Shui-bian organisierte.

## Frühe Jahre und erste Inhaftierung
Im Anschluss an den Zwischenfall vom 28. Februar 1947 hatte Shih Ming-teh im Alter von sechs Jahren vor dem Bahnhof seiner Heimatstadt Kaohsiung die Hinrichtung dreier Jugendlicher mitangesehen, die von der Kuomintang-Armee des Aufruhrs beschuldigt worden waren. Sein Vater wurde verhaftet und starb kurze Zeit danach. In seinen Erinnerungen bezeichnet Shih dieses Erlebnis als prägend für sein späteres Leben.
Nach Antritt seines Wehrdienstes 1959 meldete sich Shih für die Offiziersschule an, mit dem verwegenen Plan, dereinst in Gemeinschaft mit Gleichgesinnten die Kuomintang-Diktatur durch einen Militärputsch zu stürzen.
1962 wurde Shih, während er als Soldat auf der Insel Lieyu (Kinmen) stationiert war, unter der Anschuldigung festgenommen, er habe sich an einer Verschwörung beteiligt, die die Unabhängigkeit Taiwans zum Ziel hatte. Zusammen mit mehr als 30 weiteren Verdächtigen, darunter auch zwei seiner älteren Brüder, der Dichter und Maler Shih Ming-cheng und der damalige Medizinstudent Shih Ming-hsiung, wurde er inhaftiert und gefoltert, allerdings wurde ihm erst 1964, fast zwei Jahre später, der Prozess gemacht. Da die Behörden in ihm den Drahtzieher der Verschwörung vermuteten, wurde er unter Aberkennung sämtlicher Bürgerrechte zu lebenslanger Freiheitsstrafe verurteilt.
Als sich 1970 im Gefängnis von Taiyuan (Taitung), wo Shih inhaftiert war, eine Revolte ereignete, wurde Shih der Mitwirkung beschuldigt (Shih selbst bestritt stets seine Beteiligung). Die Behörden verschärften seine Haftbedingungen und er wurde in Isolationshaft gehalten.
Nach dem Tod des Präsidenten Chiang Kai-shek 1975 kündigte sein Sohn und Nachfolger Chiang Ching-kuo Amnestien für politische Gefangene an. Am 16. Juni 1977 wurde auch Shih Ming-teh nach 15-jähriger Inhaftierung freigelassen. Im Sommer 1978 feierte er eine Hochzeit, zu welcher auch der frühe Oppositionelle und Publizist Lei Zhen kam.

## Kaohsiung-Vorfall und zweite Inhaftierung
Nach seiner Freilassung engagierte sich Shih in der Dangwai-Bewegung, die in Opposition zur Kuomintang-Diktatur stand. Im Mai 1979 wirkte er bei der Gründung der oppositionellen Zeitschrift „Formosa“ mit und übernahm den Posten des Hauptgeschäftsführers. Infolge einer in Kaohsiung veranstalteten prodemokratischen Demonstration am Tag der Menschenrechte (10. Dezember 1979) geriet die Zeitschrift in Konflikt mit der Staatsgewalt, was zum Kaohsiung-Vorfall und einer gegen die Opposition gerichteten Verhaftungswelle führte. Shih konnte sich zunächst seiner Verhaftung entziehen, wurde aber schließlich doch gefasst. Er und sieben weitere prominente Dissidenten, die „Acht von Kaohsiung“, kamen im März/April 1980 vor ein Militärgericht und wurden zu jahrelangen Haftstrafen verurteilt, wobei Shih Ming-teh ein zweites Mal zu lebenslanger Haft verurteilt wurde und damit die längste Strafe aller Angeklagten erhielt. Zu den Anwälten der Verteidigung zählte der spätere Präsident Chen Shui-bian.
Während seiner Inhaftierung trat Shih mehrmals aus Protest gegen die Kuomintang-Diktatur in Hungerstreik, wie etwa 1983 nach der Ermordung des Professors Chen Wen-cheng, hinter der Aktivitäten der Geheimpolizei vermutet wurden.
1985 begann Shih einen weiteren Hungerstreik mit der Forderung nach Aufhebung des (seit 1949 bestehenden) Kriegsrechts, Aufklärung der politischen Morde, Einführung demokratischer Strukturen in Taiwan und die Freilassung aller nach dem Kaohsiung-Vorfall verhafteten Personen.
In den 80er Jahren trat Taiwan Schritt für Schritt aus dem Schatten der Diktatur. Der innen- und außenpolitische Druck auf das Regime wuchs, und im Juli 1987 verkündete Präsident Chiang die Aufhebung des seit 1949 bestehenden Kriegsrechts. Damit verbunden wurde den noch verbliebenen politischen Gefangenen eine Amnestie in Aussicht gestellt. Shih lehnte seine Freilassung jedoch ab, weil er darauf bestand, dass zusätzlich zur Freilassung der Gefangenen auch sämtliche im Zusammenhang mit dem Kaohsiung-Vorfall ausgesprochenen Urteile annulliert werden sollten. Erst als der neue Präsident Lee Teng-hui alle betreffenden Prozesse für ungültig erklärte, willigte Shih in die Freilassung ein und verließ im Mai 1990 das Gefängnis.

## Weitere politische Karriere
Nach seiner Freilassung trat Shih der 1986 gegründeten Oppositionspartei DPP (Demokratische Fortschrittspartei) bei. 1992 leitete er eine Kampagne, in der die direkte und freie Wahl des Präsidenten der Republik China gefordert wurde.
1994 wurde Shih zum Parteivorsitzenden der DPP gewählt. Nach der Niederlage des DPP-Kandidaten Peng Ming-min in der ersten direkten und demokratischen Präsidentenwahl Taiwans 1996 übernahm Shih die Mitverantwortung für die Niederlage und trat von seinem Amt als Parteivorsitzender zurück.
1997 musste Shih noch einmal für Gesetzesverstöße bei seiner Protestbewegung 1992 ins Gefängnis, er wurde jedoch nach 41 Tagen wieder freigelassen.
Shih wurde zweimal als Abgeordneter in die gesetzgebende Kammer der Republik China, den Legislativ-Yuan gewählt: 1992 für den Landkreis Tainan und 1996 für einen Wahlkreis der Stadt Taipeh. Im Jahre 2000 unterstützte er die Präsidentschaftskandidatur von Chen Shui-Bian, seines früheren Anwalts nicht.

## Parteiaustritt und Protestbewegung 2006
Im Jahr 2000 wurde mit Chen Shui-bian (DPP) erstmals ein Kandidat der Opposition zum Präsidenten gewählt. Shih erklärte daraufhin seinen Austritt aus der DPP, mit der Begründung, dass sein Traum, die Ablösung der Kuomintang-Regierung, sich nun erfüllt habe und er nunmehr wieder der „Shih Ming-teh Taiwans“ statt nur der „Shih Ming-teh der DPP“ sein wolle. Angebote, als Berater der neuen Regierung tätig zu werden, lehnte Shih ab.
2001 und 2004 scheiterte Shih mit zwei Versuchen, als Parteiloser erneut in den Legislativ-Yuan gewählt zu werden. 2002 kandidierte er für das Bürgermeisteramt seiner Heimatstadt Kaohsiung, zog seine Kandidatur jedoch wenige Tage vor der Wahl zurück.
Ab September 2003 war Shih für ein Jahr Gastdozent an der amerikanischen George Mason University.
Shih zeigte sich unzufrieden mit der Regierungspolitik seiner ehemaligen Partei DPP. In einem offenen Brief kritisierte er, die DPP-Regierung habe es nicht verstanden, die Korruption in der taiwanischen Gesellschaft zu beseitigen.
Die Kluft zwischen Shih und seinem ehemaligen Weggefährten und Parteigenossen, Präsident Chen Shui-bian, vergrößerte sich zusehends. 2006 organisierte Shih eine Serie von Massenprotesten mit dem Motto „Eine Million Stimmen gegen Korruption, Präsident Chen muss gehen“ und forderte den Präsidenten, der sich schweren Korruptionsvorwürfen ausgesetzt sah, in einem offenen Brief zum Rücktritt auf. Shih und seine Mitstreiter führten Aktionen und Sitzblockaden rund um die Uhr vor dem Präsidentenpalast und dem Bahnhof von Taipeh durch.

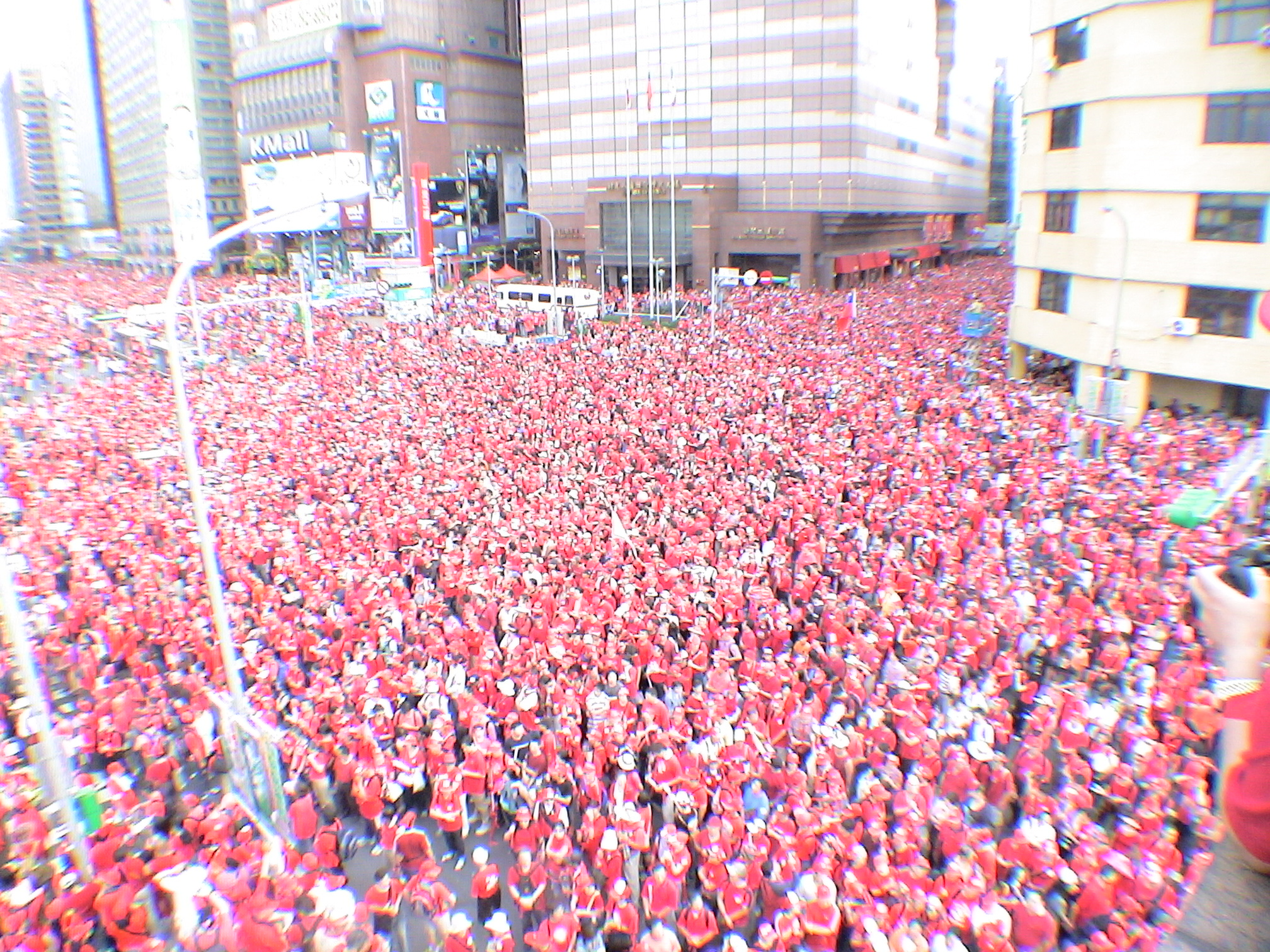
Die „Belagerung“ des Präsidentenpalasts

Am 20. November 2006 forderte Shih Ming-teh ebenfalls Ma Ying-jeou, den Kuomintang-Bürgermeister von Taipeh und späteren Präsidenten zum Rücktritt auf, als auch gegen ihn Korruptionsvorwürfe laut wurden. Die Forderung verlief jedoch im Sande, zumal Ma bald von den Vorwürfen freigesprochen wurde.
Inzwischen hatte die Bewegung gegen Chen Shui-bian allmählich an Schwung verloren und Stimmen wurden laut, die forderten, das Land müsse wieder zur Ruhe kommen. Die letzte größere Kundgebung erfolgte am 30. November, danach zog sich Shih Ming-teh in seine Wohnung zurück und erklärte, seinen Protest von nun an in „Selbstisolation“ weiterführen zu wollen. Am 1. April 2007 erklärte Shih auch diesen Teil des Protests für beendet. Wegen Korruptionsvergehen wurde Chen Shui Bian 2009 erst zu lebenslänglicher Haft verurteilt, später wurde das Urteil aber auf 20 Jahre Haft angepasst. 2015 wollte Shih Ming-teh für die Präsidentschaft kandidieren, doch scheiterte er an den erforderlichen 300'000 Unterschriften zur Kandidatur. Im Januar 2024 starb er im Veteran General Hospital in Taipeh.

## Standpunkt gegenüber China
Von Anfang an vertrat Shih Ming-teh die Auffassung, dass Taiwan als „Republik China“ ein souveräner Staat unabhängig von der Volksrepublik China sei. Gleichzeitig kritisierte er die von China ausgehende militärische Bedrohung Taiwans (Anti-Abspaltungsgesetz) und erklärte, er werde niemals seinen Fuß auf chinesischen Boden setzen, solange die Volksrepublik noch ihre Raketen auf Taiwan gerichtet habe.
Davon abgesehen unterstützte Shih den weiteren Ausbau der Beziehungen und der Zusammenarbeit zwischen China und Taiwan, betonte jedoch, dass das Prinzip der Gewaltlosigkeit und das Recht der Taiwaner auf Selbstbestimmung gewahrt bleiben müssen. Er vertrat auch die Auffassung, dass sich die Beziehungen zwischen China und Taiwan künftig ähnlich dem Muster der Europäischen Union gestalten könnten.
Shih vertrat wiederholt den Standpunkt, dass Taiwan bzw. die Republik China ohnehin schon ein souveräner Staat sei und es daher keiner „Unabhängigkeitserklärung“ bedürfe. Er forderte die Politiker aller Richtungen auf, den Kompromiss anzunehmen, dass Taiwan ein souveräner Staat unter der Bezeichnung „Republik China“ sei.

## Bewertung
Shih Ming-teh zählt zweifellos zu den prominentesten politischen Persönlichkeiten Taiwans, er wurde und wird von vielen Taiwanern als romantischer Freiheitskämpfer verehrt. Zudem war er lange Zeit der im Ausland bekannteste taiwanische Dissident (so wurde er beispielsweise 1984 vom polnischen Nobelpreisträger Lech Wałęsa für den Friedensnobelpreis nominiert.)
Viele ehemalige Parteigenossen und Sympathisanten kritisieren ihn hingegen dafür, sich nach seinem Bruch mit der DPP von der Kuomintang für ihre Interessen missbraucht haben zu lassen. Darüber hinaus wurde gegen ihn der Vorwurf erhoben, sein spektakulärer Protest gegen Präsident Chen sei der Frustration über die zunehmende eigene politische Bedeutungslosigkeit geschuldet und habe nicht zuletzt Shihs Selbstinszenierung zum Ziel gehabt. Er wurde auch dafür kritisiert wie er die spätere Präsdientin Tsai Ing-wen, zur Offenlegung ihrer sexuellen Orientierung drängte. Unbestritten ist seine Leistung für die Demokratisierung Taiwans, und er wird oft Mandela von Taiwan genannt.  Politiker von der DPP wie Tsai Ing-wen oder Chen Shui-bian, aber auch von der Kuomintang wie etwa der amtierende Bürgermeister von Taipeh Chiang Wan-an würdigten Shih Ming-teh nach seinem Tode.

## Familie
Zwischen 1978 und 1995 war  Shih Ming-teh mit Linda Arrigo, einer Menschenrechtsaktivistin in Taiwan verheiratet. 1996 heiratete er Chia-chiun Chen Shih, mit welcher er zwei Töchter hatte. Von Bekannten wurde er Nori genannt. Sein Vater starb, als Shih Ming-teh sechs Jahre alt war.